# Campeonato Peruano de Futebol de 1912
O Campeonato Peruano de Futebol de 1912 foi a 1º edição da divisão principal do campeonato Nacional de Futebol no Peru. Sua organização esteve a cargo da Liga Peruana de Foot Ball (LPFB), atual Associação Desportiva de Futebol Profissional (ADFP), foi disputado de 5 de maio a 8 de setembro de 1912 e contou com a participação de oito times. O campeão foi o Lima Cricket.

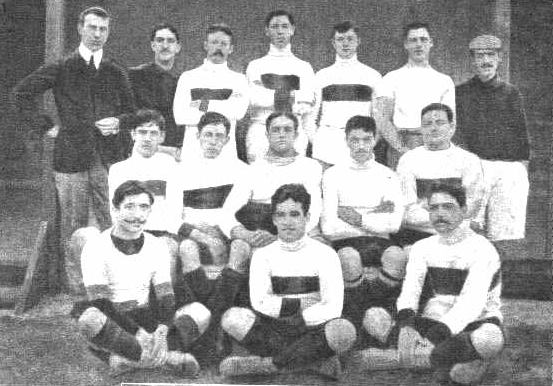
Lima Cricket em 1912, primeiro campeão peruano de futebol

## Participantes
| Time              | Cidade |
| ----------------- | ------ |
| Lima Cricket      | Lima   |
| Association F.C.  | Lima   |
| Miraflores S.C.   | Lima   |
| Jorge Chávez N.º1 | Lima   |
| Escuela Militar   | Lima   |
| Sport Alianza     | Lima   |
| Sport Inca        | Lima   |
| Sport Vitarte     | Lima   |

## Premiação
| Campeonato Peruano de 1912       |
| Peru                             |
| -------------------------------- |
| Lima Cricket Campeão (1º título) |